# The Clown (album)
Albums de Charles Mingus
Pithecanthropus Erectus
(1956) Jazz Portraits: Mingus in Wonderland (en)
(1959)
The Clown est un album de Charles Mingus.

## Historique
The Clown est l’album qui succède à Pithecanthropus Erectus et possède un style similaire, établissant Mingus comme un compositeur important du moment. En effet, on y retrouve la même approche, des arrangements précis combinés à une grande liberté laissée aux solistes. Le morceau titre contient une narration tragi-comique improvisée à partir d’un thème par Jean Shepherd (en). On remarque également que The Clown marque la première collaboration studio du bassiste avec le batteur Dannie Richmond qui deviendra le batteur attitré de Mingus.

## Titres
Toute la musique est composée par Charles Mingus.
| No | Titre                       | Durée |
| -- | --------------------------- | ----- |
| 1. | Haitian Fight Song          | 11:57 |
| 2. | Blue Cee                    | 7:48  |
| 3. | Reincarnation of a Lovebird | 8:31  |
| 4. | The Clown                   | 12:29 |

Certaines éditions présentent des titres bonus :
| No | Titre                     | Durée |
| -- | ------------------------- | ----- |
| 5. | Passions of a Woman Loved | 9:52  |
| 6. | Tonight at Noon           | 5:57  |

## Musiciens
- Charles Mingus : contrebasse
- Shafi Hadi, crédité comme Curtis Porter : saxophone alto et ténor
- Jimmy Knepper : trombone
- Wade Legge : piano
- Dannie Richmond : batterie
- Jean Shepherd (en) : narration sur The Clown